# DirectX 10
DirectX 10 (DX10) je Microsoftov najnovejši aplikacijsko programljivi vmesnik (API - Application programming interface). Podpiral ga bo samo operacijski sistem Windows Vista in Windows 7.